# Palota (okręg Bihor)
Palota (niem. Neu Palota, węg. Újpalota) – wieś w Rumunii, w okręgu Bihor, w gminie Sântandrei. W 2011 roku liczyła 563 mieszkańców.